# Eidos Interactive
Denna artikel behandlar företaget känt som Eidos plc (1990-2005) och som Eidos Interactive (2005-2009). För företaget känt som Eidos plc (2008-2009), se SCi Games
Eidos Interactive var ett brittiskt företag som producerar och distribuerar datorspel. Det grundades 1990.
Bland företagets mer kända spelserier finns Tomb Raider, Hitman, Commandos, Deus Ex, Legacy of Kain, Thief, Timesplitters och Fear Effect. Företaget hade kontor över hela världen, bland annat i USA, Kanada, Tyskland, Frankrike, Österrike och Japan.
Den 22 april 2009 köptes företaget av Square Enix. Efter en omstrukturering av Square Enix europeiska verksamhet togs beslutet att Eidos skulle införlivas i en ny enhet, kallad Square Enix Europe. Märket Eidos Interactive skulle sluta användas för publiceringar av nya spel, men fortfarande användas för redan utvecklade produkter.

## Företagshistoria

### Uppstart och tillväxt
Företaget grundades år 1990 som Eidos plc och specialiserade sig på bland annat videokompression till Acorn Archimedes-datorer.
Efter en period av stigande aktiekurs gav sig Eidos plc in på datorspelsområdet genom att köpa upp spelutvecklarna Domark, Simis och Big Red Software. På den tiden var Domark kända för flera spel, bland andra Championship Manager och 3D Construction Kit. Domark (den överlägset största av dem), Simis och Big Red Software slogs samman och bildade Eidos Interactive.
1996 när Playstationsuccén närmade sig, köpte Eidos plc upp CentreGold plc (som innefattade US Gold och Centresoft). Centresoft såldes tillbaka genom ett Management buyout. US Gold innefattade även Core Design (förmodligen mest känt för Tomb Raider, Chuck Rock, Curse of Enchantia, Heimdall, Rick Dangerous och E-Motion). Fler inköp och skickligt användande av kapital ledde till att Eidos plc, som nu i princip bara bestod av Eidos Interactive, var det snabbast växande företaget i världen under 90-talet.
I februari 2007, köpte Eidos upp Rockpool Games, tillsammans med dess två systerföretag Ironstone Partners och SoGoPlay.

### SCI
Den 3 augusti 2004 rapporterade Wall Street Journal att Eidos hade inlett diskussioner med ett antal företag om möjliga affärssamarbeten. Tidigt i mars 2005 medgav Eidos att företagets tillgångar sjunkit till 11,9 miljoner pund under andra halvan av 2004 och förlusterna innan skatt hade vuxit till 29 miljoner pund.
Den 21 mars 2005 meddelade Elevation Partners, ett investmentbolag ägt av den tidigare EA-direktören John Riccitiello, att man var intresserade av att köpa Eidos. Företaget värderades till 71 miljoner pund och 23 miljoner pund skulle avsättas till att hålla Eidos flytande under den närmsta tiden.
Den 22 mars 2005 mottog Eidos ytterligare ett anbud från den Brittiska speltillverkaren Sci Entertainment. Sci erbjöd 74 miljoner pund och lade upp en plan för hur man kunde minska de årliga utgifterna med 14 miljoner pund. För att finansiera övertagandet planerade Sci att sälja 60 miljoner pund i aktier. I slutet av april drog Elevation Partners tillbaka sitt anbud och Scis övertagande genomfördes den 16 maj 2005.
Efter köpet fick majoriteten av de styrande sluta. Sci lämnade sitt gamla kontor och flyttade in i Eidos gamla lokaler på den andra våningen i Wimbledon Bridge House, på Hartfield Road i Wimbledon. Eidos gick den 15 februari 2007 ut med att de skulle öppna en ny studio i Montréal, Québec som skulle ansvara för "nya ej offentliggjorda next-generation projekt". Eidos Montreal utvecklar bland annat en uppföljare till Deus Ex.
Ian Livingstone fick år 2006 ta emot utmärkelsen Order of the British Empire för "Services to the Computer Games Industry". Jane Cavanagh mottog samma pris året därpå. 
Den 4 september 2007 bekräftade Sci Entertainments styrelse de spekulationer om att företaget inlett förhandlingar om ett eventuellt uppköp. Den 10 januari 2008 gick dock Sci ut med att förhandlingarna hade avbrutits. Detta resulterade i att priset på företagets aktier halverades. Flera stora investerare krävde att cheferna skulle avgå, inklusive Jane Cavanagh, dels på grund av detta men även på grund av förseningar av ett antal större titlar. Den 18 januari 2008 lämnade Jane Cavanagh, Bill Ennis och Rob Murphy företaget.
Eidos moderbolags, Scis, finansiella rapport för år 2008 visade förluster på 100 miljoner pund, men den nye VD:n Phil Rogers försvarade siffrorna med att företaget höll på att omstrukturera. Den 19 september 2008 öppnade Eidos en studio i Shanghai som bestod av en liten grupp som skulle hjälpa till att etablera företaget i Asien. Den 3 december 2008 ändrade Sci sitt namn till Eidos plc (vilket Eidos hette innan Sci köpte upp det) samt ändrade sin symbol på the London Stock Exchange från SEG till EID.

### Square Enix
I februari 2009 kom Square Enix fram till ett avtal där de skulle köpa Eidos för 84,3 miljoner pund med målet att inneha fullt ägande den 6 maj 2009. Datumet flyttades fram och Eidos blev officiellt en del av Square Enix den 22 april 2009. 
Trots att Square Enix tidigare sagt att de skulle låta Eidos Interactive fortsätta som innan, så offentliggjorde Square Enix strax efteråt att de skulle sluta publicera spel under märket Eidos Interactive, och moderbolaget Eidos plc (SCi Games) skulle byta namn till Square Enix Europe. Eidos Interactive däremot, skulle fortsätta existera och publicera redan utvecklade spel. Nya spel skulle publiceras av Square Enix Europe.
Utvecklingsstudios som tillhörde Square Enix Europe var Crystal Dynamics, IO Interactive, och Eidos Montréal (inklusive Eidos Shanghai).

### Eftermäle
2017 köptes IO Interactive av dess egna ledning via en management buyout.
I maj 2022 meddelade Square Enix att de skulle sälja flera av dess tillgångar till Embracer Group för 300 miljoner USD. Bland dessa fanns Crystal Dynamics, Eidos Montréal, Square Enix Montreal, samt varumärkena Tomb Raider, Deus Ex, Thief, Legacy of Kain och "50 äldre titlar". Köpet blev klart den 26 augusti 2022.
I november 2022 stängde Embracer Square Enix Montréal och överförde Eidos-Shanghai till Gearbox Entertainment.

## Utvecklingsstudios
- Beautiful Game Studios - UK
- Core Design - England, grundades 1988, köpts upp av Eidos 1996, stängdes i maj 2006
- Crystal Dynamics - USA, såldes till Embracer Group 2022
- Eidos Hungary - Ungern, stängdes 2008
- Eidos Montreal - Kanada, såldes till Embracer Group 2022
- Eidos Shanghai - Kina, blev en del av Gearbox Entertainment 2022[19]
- IO Interactive - Danmark, övertogs 2017 av IOI själva efter en Management buyout.[20]
- Ion Storm Inc. - USA, grundades 1996, köptes upp av Eidos 2001, stängdes i februari 2005
- Pivotal Games - England, grundades mars 2000, köptes upp av Sci i september 2003, stängdes i augusti 2008

## Utgivna spel
- 25 To Life (2006)
- Age of Conan: Hyborian Adventures (2008)
- Backyard Wrestling: Don't Try This At Home (2003)
  - Backyard Wrestling 2: There Goes the Neighborhood (2004)
- Battlestations: Midway (2007)
- Battlestations: Pacific (2009)
- Batman: Arkham Asylum (2009)
- Championship Manager 5 (2005)
- Chili Con Carnage (2007)
- Chuck Rock (1991)
- Commandos: Behind Enemy Lines (1998)
  - Commandos: Beyond the Call of Duty (1999)
  - Commandos 2: Men of Courage (2001)
  - Commandos 3: Destination Berlin (2003)
  - Commandos: Strike Force (2006)
- Conflict: Denied Ops
- Cutthroats: Terror on the High Seas
- Daikatana
- Deathtrap Dungeon
- Deus Ex (2000)
  - Deus Ex: Invisible War (2003)
- Doctor Who: Top Trumps
- Eve of Extinction
- Fear Effect
  - Fear Effect 2: Retro Helix
  - Fear Effect: Sedna
- Fighting Force
  - Fighting Force 2
- Gangsters: Organized Crime
  - Gangsters 2
- Geon: Emotions
- Hitman: Codename 47 (2000)
  - Hitman 2: Silent Assassin (2002)
  - Hitman: Contracts (2004)
  - Hitman: Blood Money (2006)
  - Hitman: Absolution (2010)
- Imperial Glory
- Infernal
- Joint Strike Fighter (1997)
- Just Cause
- Kane & Lynch: Dead Men (2007)
- Kane & Lynch 2: Dog Days (2009)
- Legacy of Kain
  - Legacy of Kain: Soul Reaver
  - Legacy of Kain: Soul Reaver 2
  - Blood Omen 2: Legacy of Kain
  - Legacy of Kain: Defiance
- Legaia 2: Duel Saga
- Lego Star Wars: The Video Game
- Mad Maestro
- Mini Ninjas - Officiell webbplats
- Mister Mosquito
- Monster Lab (2008)
- Ninja: Shadow of Darkness
- Official Formula 1 Racing
- Orion Burger
- Pocket Pool
- Praetorians
- Project Eden
- Project Snowblind
- Revenant
- Reservoir Dogs
- Rogue Trooper
- Shellshock
- Shellshock: Nam '67
- Soul Bubbles (2008)
- Spider
- Startopia
- Thief
  - Thief: The Dark Project
  - Thief II: The Metal Age
  - Thief: Deadly Shadows
- Timesplitters
  - Timesplitters 2
- Tomb Raider (1996)
  - Tomb Raider II
  - Tomb Raider III
  - Tomb Raider: The Last Revelation
  - Tomb Raider Chronicles
  - Lara Croft Tomb Raider: The Angel of Darkness
  - Lara Croft Tomb Raider: Legend
  - Lara Croft Tomb Raider: Anniversary
  - Tomb Raider: Underworld
  - Tomb Raider 9 (TBA)
- Top Trumps Adventures
- Top Trumps Adventures: Dogs and Dinosaurs
- Top Trumps Adventures: Horror and Predators
- Touch the Dead
- Trade Empires
- The Unholy War
- Urban Chaos
- Urban Chaos: Riot Response
- Virtual Resort: Spring Break
- Warzone 2100
- Way of the Samurai